# マウメレ

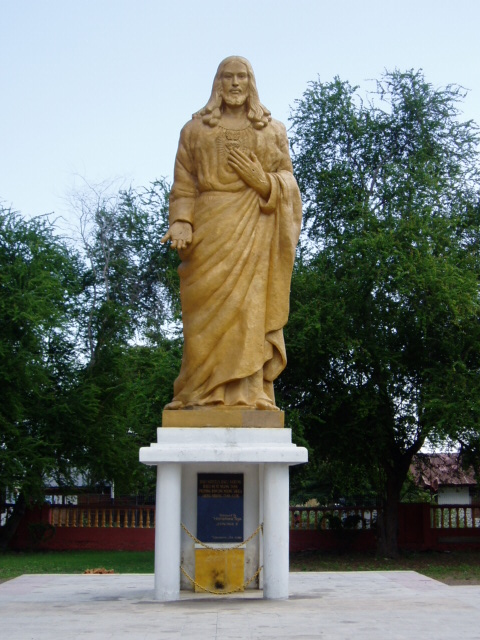
マウメレのキリスト像

マウメレ（インドネシア語: Maumere）は、インドネシア、東ヌサ・トゥンガラ州、フローレス島の島最大の町、シッカ県の県庁所在地。島の東北の海岸に位置する。港は町の北西の地域にある。ワイ・オティ空港があり、バリ島・デンパサールより、マウメレ経由クパン行きのメルパチ航空などが就航している。
キリスト教（カトリック）が盛んな土地柄で2005年の調べて総人口27万人のうち26万人がキリスト教徒だった。サン‐ジョゼフ教会に大聖堂がある。
観光はダイビング、シュノーケリング。大型のイルカが多く棲息する。
1992年12月12日に、マグニチュード7.5を記録する地震が起こり、マウメレで2,000人が死亡している。